# Wladimir Semjonowitsch Golenischtschew

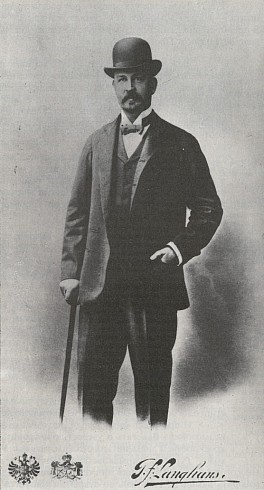
Wladimir Golenischtschew

Wladimir Semjonowitsch Golenischtschew (auch Wladimir Golenischeff, russisch Владимир Семёнович Голенищев; * 17. Januarjul. / 29. Januar 1856greg. in Sankt Petersburg; † 5. August 1947 in Nizza) war ein russischer Ägyptologe.

## Leben
Wladimir Golenischtschew wurde als Sohn des Großkaufmanns Semjon Golenischtschew und seiner Ehefrau Sophia in Sankt Petersburg geboren. Nach dem Universitätsabgang 1880 arbeitete er in der Ermitage in Sankt Petersburg, wo er 1886 Kurator der ägyptischen Sammlung wurde. Er besuchte Ägypten nicht weniger als 60 Mal und trug dabei eine umfangreiche Privatsammlung zusammen. Der Bankrott der Goldminen-Aktiengesellschaft im Mittelural, an der seine Familie beteiligt war, brachte ihn an den Rand des Ruins. Er war gezwungen, seine Sammlung zu verkaufen, sorgte aber dafür, dass sie in Russland blieb, so dass sie 1911 vom Puschkin-Museum in Moskau erworben wurde, dessen Bestand dadurch stark erweitert wurde. Nach der Russischen Revolution hatte er seinen Wohnsitz in Kairo und Nizza und kehrte nie mehr in seine Heimat zurück. Von 1924 bis 1929 war er Professor für Ägyptologie an der Universität Kairo. Eine Zeit lang war er für die Katalogisierung der hieratischen Papyri im Ägyptischen Museum in Kairo zuständig.
Er publizierte seine erste bedeutendere Arbeit 1877 über die Metternichstele und steht besonders im Zusammenhang mit einigen wichtigen Papyri der Eremitage und des Puschkin-Museums, die er entdeckte oder erwarb und publizierte. So kaufte er 1891 im Antiquitätenhandel in Kairo den Papyrus Moskau 120 mit dem Reisebericht des Wenamun, den Papyrus Moskau 127, der sogenannte „Moskauer literarische Brief“, der auch als die Odyssee des Wermai bekannt geworden ist, und den Papyrus Moskau 169 mit dem sogenannten Onomastikon des Amenope. 1893 erwarb er den mathematischen Papyrus Moskau 4676. In der Ermitage entdeckte er den Papyrus Sankt Petersburg 1115 mit der Geschichte des Schiffbrüchigen.
Golenischtscheff war zudem offenbar der erste, welcher die kappadokischen Keilschrifttafeln sprachlich richtig den Hethitern zuordnete. Seine Bedeutung für die Entstehung der Hethitologie wird, mit Ausnahme von Delitzsch, in dieser Hinsicht jedoch zumeist stark unterschätzt.